# Castillo Montorgiali

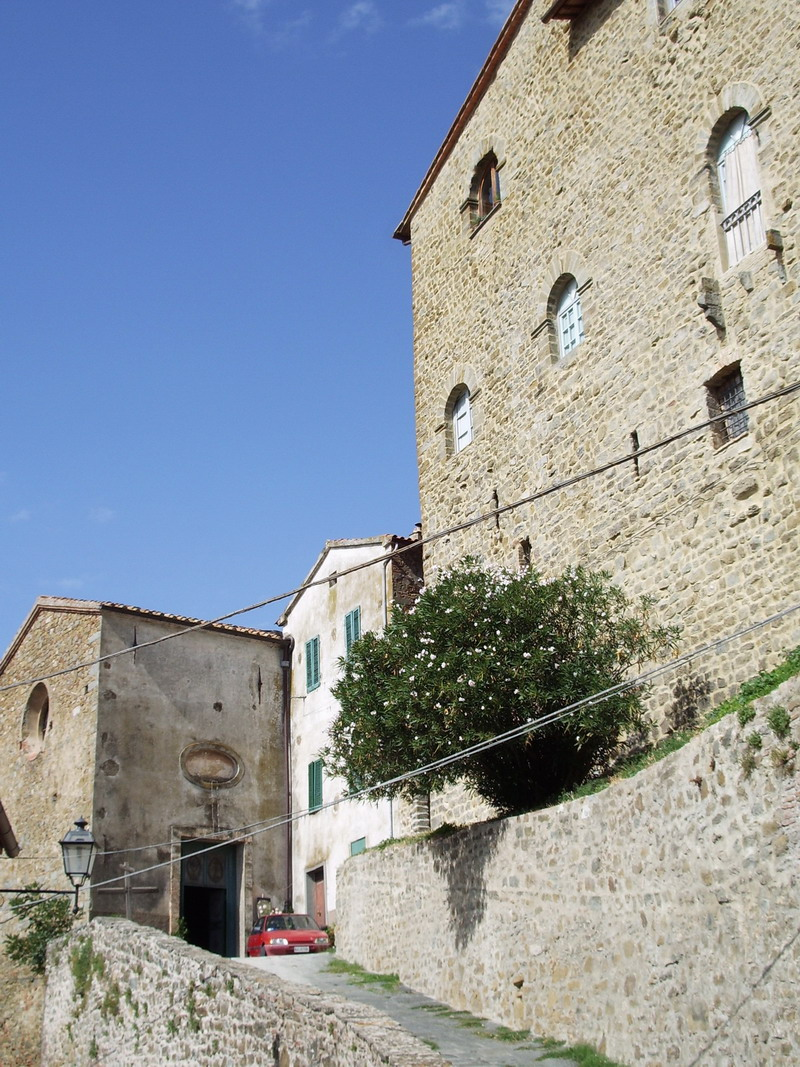
Vista parcial del castillo Montorgiali y la iglesia de San Biagio

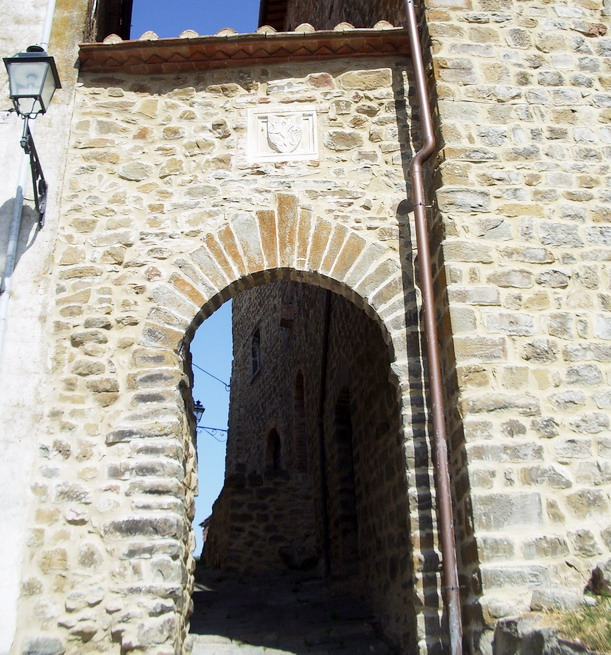
La puerta del castillo

El castillo de Montorgiali es el castillo de la localidad con el mismo nombre en el término municipal de Scansano .

## Historia
La fortificación fue construida en el siglo XII ostentando el dominio jurisdiccional una familia local, denominados condes de Montorgiali, parientes en vasallaje de la familia Aldobrandeschi. La primera referencia al castillo y la corte instaurada en el mismo la encontramos en una bula del Papa Clemente III que data de 1188, dirigida al obispo de Grosseto, Gualfredo: 

[..] "quicquid juris habes in castello et curte et districtu Montis Orzalis".

En 1224, los condes de Montorgiali apoyando la causa de la república de Siena entran en el conflicto con los Aldobrandeschi de la rama de Santa Fiora; participando en varias guerras, cuyos gastos los obligaron a vender algunos dominios circundantes. El 31 de diciembre de 1378, el castillo también fue definitivamente vendido a la República de Siena. 
El complejo fue de propiedad privada hasta que en la segunda mitad del siglo XIV, fue enajenado a la República de Siena, junto con el resto de los castillos de la zona. El dominio sienés terminó a mediados del siglo XVI cuando, tras la caída definitiva de la República, se anexó al Gran Ducado de Toscana .
En los siglos siguientes, el castillo fue trasmitido entre distintos particulares y, más recientemente, dividido en varias viviendas.

## Descripción
El castillo de Montorgiali se encuentra en una posición preeminente con respecto al resto de edificaciones y está situado a la derecha d la iglesia de San Biagio .
Entre el edificio contiguo a la iglesia y la esquina izquierda del castillo hay un muralla construida en piedra, donde hay una puerta de arco de medio punto. Sobre dicho arco se encuentra el escudo de armas, con un león heráldico, de Siena. En el lado norte se sitúa otro paso con un arco rebajado.
El castillo es estructura rústica, distribución conformada por una serie de edificios apoyados unos contra otros; los muros exteriores revestidos hileras de piedra. Las ventanas están dispuestas en 3 niveles, tienen un arco de medio punto.
En algunos puntos de los muros exteriores se aprecian saeteras y baldas que servían para atacar a los enemigos que se pudiera acercar.
Las partes superiores tienen techos a dos aguas para cada cuerpo del edificio, cubiertos con ladrillos clásicos de terracota toscana.